# 卡爾薩瓦市鎮
卡爾薩瓦市鎮，曾是拉脫維亞的一個市鎮，設立於2009年，位於該國東部。人口7128，面積628.4平方公里，人口密度約11人/km2。
2021年7月1日，卡爾薩瓦市鎮合并至盧扎市鎮。

## 外部連結
- 盧扎市鎮官方網站 （页面存档备份，存于） （拉脱维亚文） （俄文） （英文）